# Bataille du fleuve Yalu (1894)
Pour les articles homonymes, voir Bataille du fleuve Yalu.
 (novembre 2015).
Le contenu est difficilement compréhensible vu les erreurs de traduction, qui sont peut-être dues à l'utilisation d'un logiciel de traduction automatique.
Guerre sino-japonaise (1894-1895)
Batailles
Première guerre sino-japonaise
- Palais de Gyeongbok
- Pungdo
- Seonghwan
- Pyongyang
- Yalou
- Jiuliancheng
- Lüshunkou
- Port-Arthur
- Weihaiwei
- Yingkou
- Pescadores

La bataille du fleuve Yalu de 1894 (chinois simplifié : 黄海海战 ; chinois traditionnel : 黃海海戰 ; pinyin : Huáng Hǎi Hǎizhàn ; litt. « bataille navale de la mer Jaune »; japonais : Kōkai-kaisen (黃海海戰, littéralement « bataille navale de la mer Jaune »), est le plus important engagement naval de la première guerre sino-japonaise. 
Elle se déroule le 17 septembre 1894, au lendemain de la victoire japonaise à la bataille de Pyongyang. S'y affrontent les navires de la marine impériale japonaise et la flotte chinoise de Beiyang . 
La bataille est connue sous plusieurs appellations — bataille de l’île de Haiyang, bataille de Dadonggou, bataille de la mer Jaune ou encore bataille de Yalou — chacune faisant référence à sa localisation géographique. Bien que souvent associée au fleuve Yalu, l’affrontement s’est en réalité déroulé dans la mer Jaune, à proximité de son embouchure.
Les sources contemporaines divergent quant au nombre exact de navires engagés et à la composition précise des flottes en présence, rendant difficile une reconstitution unanime des forces en présence.

## Contexte
Avant même la bataille de Pyongyang, le vice-roi chinois Li Hongzhang mobilise des renforts issus de l’armée de Beiyang afin de consolider la position de plus en plus fragile de la Chine en Corée. Les routes terrestres étant jugées impraticables, le transport maritime s’impose comme la seule solution viable pour acheminer hommes et matériel en nombre. Toutefois, sur ordre de Pékin, Li Hongzhang se voit interdire de faire franchir à ses navires la ligne du fleuve Yalu : les autorités impériales, prudentes, hésitent à engager dans le conflit les navires chinois les plus modernes, conçus selon les standards occidentaux.
La flotte chinoise est plus grande et armée de canons plus grands. De son côté, la flotte japonaise est beaucoup plus rapide, en conséquence les Japonais ont un avantage en eau libre. Alors que la flotte japonaise se rapproche, Li recommande que les convois soient arrêtés et que la flotte de Beiyang soit maintenue dans son fief naval de Lüshunkou (Port Arthur). Cette étroite bande d'eau doit réduire l'avantage de vitesse de la flotte japonaise. Cet élément ajouté à la défense côtière de la forteresse doit vaincre la flotte japonaise. Cependant l'empereur Guangxu est furieux que la flotte japonaise soit près du territoire chinois et insiste donc pour que les convois soient poursuivis et la flotte japonaise repoussée.
La flotte de Beiyang vient d'achever l'escorte d'un convoi à l'embouchure du fleuve Yalu et retourne à sa base de Lüshunkou (Port Arthur) quand elle est engagée par la marine japonaise.
Sur le papier, la flotte de Beiyang possède des navires supérieurs, dont 2 cuirassés pré-dreadnought, le Dingyuan et le Zhenyuan pour lesquels les Japonais n'ont pas de contreparties. La flotte de Beiyang peut également faire appel à l'aide de nombreux conseillers militaires, dont le major Constantin von Hanneken de l'armée prussienne, récemment revenu de Corée, qui a été nommé en tant que conseiller naval de l'amiral Ding Ruchang, William Ferdinand Tyler, sous-lieutenant de réserve dans la Royal Navy et un officier des douanes maritimes impériales, nommé comme assistant de von Hanneken. Philo McGiffin (en), anciennement enseigne dans l'U.S. Navy et instructeur à l'académie navale chinoise de Weihaiwei, est nommé Jingyuen à titre de conseiller ou co-commandant.
Toutefois, même s'ils sont correctement formés, les Chinois ne se sont pas entraînés au tir suffisamment à l'avance. Le manque de formation est le résultat direct d'un grave manque de munitions. La corruption paraît également avoir joué un rôle majeur, de nombreux obus chinois semblent avoir été remplis de ciment ou de porcelaine ou sont mal calibrés et ne peuvent tirer. Philo McGiffin note que bon nombre des charges de poudre ont « treize ans d'âge et sont périmées ». Le peu de munitions disponibles est conservé pour une véritable bataille. L'entraînement à balles réelles est rarement effectué.
Li Hongzhang veut retarder la bataille contre la flotte japonaise de telle sorte qu'il ait plus de temps pour équiper les navires avec suffisamment de munitions. Cependant la cour royale le traite de lâche et sa recommandation est rejetée.

## La bataille

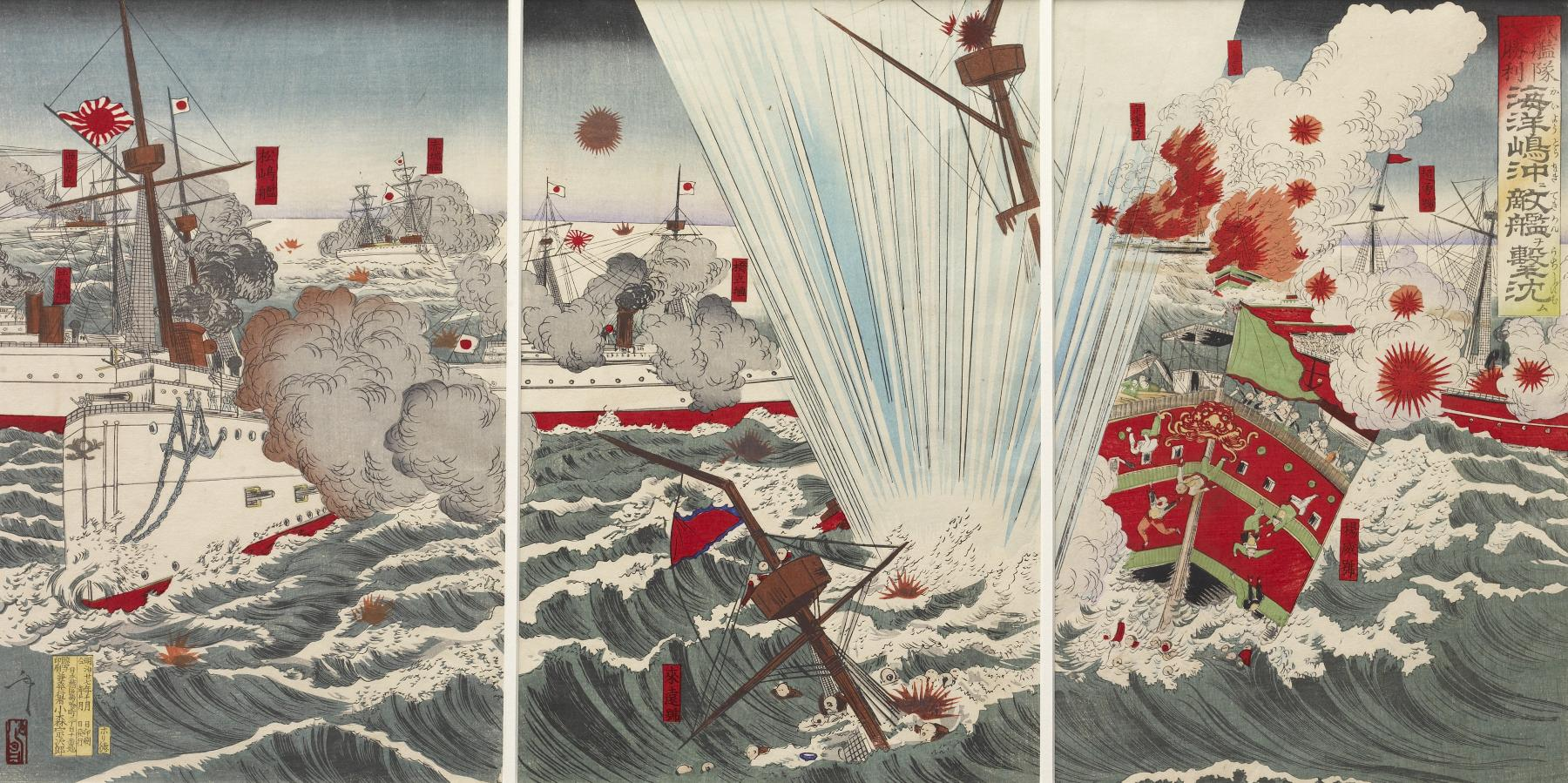
Affiche japonaise représentant le Matsushima (à gauche) attaquant les navires chinois.

L'amiral Itō Sukeyuki fait porter son drapeau à bord du croiseur Matsushima avec deux avisos en escorte, le paquebot converti Saikyo Maru commandé par le capitaine suédois John Wilson de la Royal Navy et la canonnière japonaise Akagi. Le chef d'état-major de la Marine japonaise, l'amiral Kabayama Sukenori est en tournée d'inspection à bord du Saikyo. Le reste du corps principal est composé des croiseurs  Chiyoda, Itsukushima, Hashidate et Fusō ainsi que de la corvette Hiei. Un escadron volant composé des croiseurs Yoshino, Takachiho, Akitsushima et Naniwa, emmène les navires japonais. Les Japonais avancent sur la flotte de Beiyang en colonne avec l'escadron volant à l'arrière d'une formation avec les avisos à bâbord du deuxième escadron où se trouve le navire amiral.
L'amiral Ding tente de former sa flotte en ligne face au Sud avec les navires les plus puissants (le Dingyuan et le Zhenyuan) au centre. Les Saien, Guangjia, Zhiyuan, Jingyuan, Laiyuan, Jingyuen plus récents et les Chaoyong et Yangwei obsolètes, se bordent de gauche à droite. Le groupe de 4 navires menés par le Pingyuan doit rattraper le retard pris à escorter un convoi en amont et ne rejoint la flotte que vers 14:30, à temps pour chasser le Saikyo.
Avec son principal escadron à la gauche de l'escadron chinois, l'amiral Itō ordonne à l'escadron volant japonais de frapper le fragile flanc droit chinois. En observant les mouvements tactiques de son ennemi, l'amiral Ding se rend compte que sa formation empêche les navires de guerre chinois du centre de tirer parce que leurs plus petits croiseurs se trouvent entre eux et leurs adversaires, et expose également les navires plus petits et plus légèrement blindés au feu prolongé des plus grands navires japonais. Par ailleurs, les escadrons japonais étant scindés, les Chinois sont contraints de partager leur feu entre les deux groupes.
Plusieurs explications différentes ont été avancées pour expliquer pourquoi la flotte de Beiyang n'a pas changé sa formation pour réagir plus efficacement à la tactique japonaise. Selon le lieutenant William Ferdinand Tyler de la Royal Navy, stationné sur le Dingyuan, l'amiral Ding a ordonné à ses navires de changer de cap de façon telle qu'elle a exposé son navire, le navire amiral, mais a mis le reste de l'escadre dans une bonne position pour tirer sur la flotte japonaise. Toutefois, le capitaine du Dingyuan, par lâcheté, n'a délibérément pas reconnu cet ordre ou ne l'a pas transmis au reste de la flotte. Au lieu de cela, il a ordonné au Dingyuan de faire donner ses principaux canons avant que les Japonais ne soient à portée. En tant que capitaine, il était conscient des conséquences - lorsque la Marine impériale allemande a sorti le Dingyuan pour des essais de canons en 1883, il a été découvert que tirer de la batterie principale directement vers l'avant a entraîné la destruction du pont flottant[pas clair]. Dans ce qui est maintenant appelé fragging[pas clair], les jambes de l'amiral Ding sont écrasées sous les décombres du pont volant dès le tir inaugural de son propre navire et est donc mis hors de combat pour le reste de la bataille. La plupart de ses officiers supérieurs sur le pont sont également blessés ou tués. La situation s'aggrave lorsque les Japonais détruisent le mat de misaine du Dingyuan, ce qui rend impossible pour le navire amiral de signaler le reste de la flotte. La flotte chinoise, avec un peu de prévoyance, a envisagé que quelque chose de cet ordre se produise et se forme en trois paires de navires se soutenant mutuellement pour continuer le combat.
Selon un témoignage de James Allan, officier à bord du navire de ravitaillement Columbia battant pavillon américain, qui a assisté à la bataille, de nombreuses rumeurs rapportent que l'amiral Ding a transmis son commandement au major Constantin von Hannecken. Il est d'avis qu'il n'est pas surprenant que les Chinois aient subi des pertes si un officier de l'armée dirige une flotte.
La flotte chinoise ouvre le feu sur la flotte japonaise en passant de bâbord à tribord à travers les arcs (?) des navires chinois. Elle ne parvient cependant pas à infliger de dommages significatifs sur les navires japonais avec ses canons de 305 mm et 208 mm. À environ 2 700 m, (les Chinois avaient été régulièrement la fermeture de la plage), les Japonais concentrent leur feu sur le flanc droit de la ligne chinoise, avec des barrages dévastateurs versés sur le Chaoyong et le Yangwei. Ces deux navires s'embrasent en raison de leurs surfaces en bois fortement vernies et polies. En proie à un intense brasier, tous deux essayent de se sauver en s'échouant sur la rive.
Comme les navires japonais ouvrent le feu, le Jiyuan se retourne et s'enfuit, suivi par le Guangjia. Le Jiyuan est touché une seule fois, alors que le Guangjia se perd, s'échoue pour finir sabordé quelques jours plus tard par son propre équipage.
Les Japonais prévoient de balancer la division volante autour du flanc droit de la ligne chinoise en un mouvement d'encerclement, mais l'arrivée opportune du Kuang Ping et du Pingyuan ainsi que des torpilleurs Fu Lung (construit à Schichau) et Choi Ti, navire construit par Alfred Yarrow, les détourne de cette manœuvre.
Les croiseurs rapides japonais virent à bâbord et sont ensuite envoyés par l'amiral Itō au secours du Hiei, du Saikyo et du Akagi, incapables de suivre la ligne principale et engagés en conséquence par les navires de gauche de la ligne chinoise tandis que le Saikyo essaye d'en finir avec le Yangwei échoué.
La flotte japonaise construite sur les plans de Louis, Émile Bertin dispose d'un avantage tactique avec ses munitions plus fiables et mieux entretenues (en particulier les munitions à tir rapide qui sont plus nombreuses) sur la flotte de Beiyang, qui se bat avec des stocks limités, constitués de munitions étrangères anciennes et de produits nationaux de mauvaise qualité. Les obus japonais mettent le feu à quatre navires chinois, en détruisant trois. Toutefois, la lutte contre les incendies est bien organisée sur les navires chinois. Le Laiyuan par exemple connaît un violent incendie mais n'en continue pas moins à tirer. Le Dingyuan reste à flot et subit des pertes de 14 morts et 25 blessés, mais un total d'environ 850 marins chinois sont perdus dans la bataille avec 500 blessés.
Les Chinois endommagent gravement quatre navires de guerre japonais tandis que deux autres ne sont que légèrement touchés. Les japonais perdent environ 180 tués et 200 blessés. Le navire amiral japonais Matsushima subit à lui tout seul les pires pertes pour un seul navire avec plus de 100 morts ou blessés après avoir été frappé par une forte salve chinoise; le Hiei gravement endommagé se retire du combat; L'Akagi reçoit un feu nourri qui entraîne de fortes pertes; Le Saikyo, paquebot converti, poussé par l'amiral Kabayama Sukenori en dépit de son manque d'armement offensif, est touché par quatre obus de 305 mm et navigue en conséquence pratiquement hors de contrôle.

## Conséquences
Les restes de la flotte de Beiyang se retirent à Lüshunkou pour les réparations mais s'en éloigne pour Weihaiwei afin d'éviter une deuxième rencontre avec la flotte japonaise au cours de la bataille de Lüshunkou. Les Japonais ne poursuivent pas les bâtiments battant en retraite car le Dingyuan et le Zhenyuan ne sont que légèrement endommagés, et ils n'ont aucun moyen de savoir que les cuirassés ont souffert d'un manque de munitions. La flotte de Beiyang est finalement détruite par une attaque terrestre et navale combinée de la marine impériale japonaise pendant la bataille de Weihaiwei.
La défaite de la flotte de Beiyang lors de la bataille du fleuve Yalou représente une importante victoire de propagande pour le Japon, victoire à laquelle les principaux journaux européens, dont le London Times, Le Temps et le Sankt-Peterburgskie Vedomosti (en) consacrent leur une en expliquant la victoire japonaise par son assimilation rapide de la technique des procédés de l'Ouest. Beaucoup portent au crédit de l'action rapide des conseillers étrangers dans la flotte de Beiyang (notamment McGiffin) d'avoir préservé la flotte de l'anéantissement total et d'avoir maintenu même les navires de combat chinois les plus lourdement endommagés jusqu'à la fin de l'engagement. Certains analystes militaires, en particulier Hilary A. Herbert, Secrétaire à la Marine des États-Unis, qualifient la bataille de « match nul ». Bien que les Chinois ont perdu plusieurs navires de guerre, les Japonais ont subi de considérables dommages et si les munitions chinoises avait été de meilleure qualité, le résultat aurait pu être différent.
Le gouvernement de la dynastie Qing, après avoir initialement nié que sa flotte a été battue, jette le blâme de la défaite chinoise sur les épaules du vice-roi Li Hongzhang et de l'amiral Ding Ruchang qui sont tous deux rétrogradés et démis de leurs honneurs. Leurs subordonnés et parents subissent également le même sort. Toutefois, les deux hommes restent à leurs postes et doivent superviser la destruction finale de la flotte de Beiyang à Waihaiwei. Bien que ce ne soit pas la première bataille impliquant à grande échelle la technique des pré-dreadnought (la bataille de Fuzhou de la guerre franco-chinoise de 1884 l'a précédée), les observateurs maritimes des puissances navales peuvent en tirer d'importantes leçons.

## Ordre de bataille
| \| Japon Escadron volant : - Yoshino (4 150 t, 20 nœud, 4-6, 8-4.7) (Kawara Yōichi, RA Tsuboi Kōzō) - croiseur Takachiho (3 650 t, 15 nœud, 2-10.2, 6-6) (Nomura Tadashi ) - croiseur Naniwa (3 650 t, 16 nœud, 2-10.2, 6-6) (Tōgō Heihachirō) - croiseur Akitsushima (3 150 t, 16 nœud, 4-6, 6-4.7) (Kamimura Hikonojō) Flotte principale : - croiseur Matsushima (4 277 t, 14 nœud, 1-12.6, 12-4.7) (Omoto et Dewa Shigetō, VA Itō Sukeyuki) - endommagé - croiseur Chiyoda (2 450 t, nœud ?, 10-4.7) (Uchida Masatoshi) - croiseur Itsukushima (4 277 t, 14 nœud, 1-12.6, 11-4.7) (Arima Shinichi) - croiseur Hashidate ('idem Itsukushima) (Hidaka Sōnojō) - cuirassé Fusō (3 718 t, 11 nœud, 4-9.4, 2-6) (Arai) - corvette Hiei (2 200 t, 9 nœud, 9-6) (Sakurai Kikunojō) - endommagée Autres : - canonnière Akagi (615 t, 8 nœud, 2-4.7) (Sakamoto Hachirota) - Saikyo Maru (navire marchand, 2 913 t, 10 nœud, petits canons) (Kano Yunoshin) \| Chine (flotte de Beiyang) Aile gauche, de gauche à droite - croiseur protégé Saien (2 355 t, 15 nœud, 2-8.3, 1-5.9, 10MG, 4TT) (Fang Pai-chien) - fuit au début, peut-être alors entré en collision avec le Caoyung - corvette Kwan Chia (1 290 t, 16 nœud, 1-4.7, 4-5, 8MG) (Wu Ching-jung) - fuit au début, s'échoue, est sabordé - croiseur Chih Yuen (2 300 t, 18 nœud, 3-8.3, 2-5.9, 16MG, 4TT) (Teng Shih-chang) - coulé - navire à tourelle Dingyuan (enseigne, 7 355 t, 15 nœud, 4-12.2, 2-5.9, 12MG, 3TT) (Ding Ruchang & Liu Pu-chan) Aile droite, de gauche à droite - navire à tourelle Zhenyuan (7 430 t, 15 nœud, 4-12.2, 2-5.9, 12MG, 3TT) (Lin Tai-tseng & McGiffin, Philo) - quitte le groupe pour rejoindre l'enseigne ; endommagé - croiseur Laiyuan (2 830 t, 15 nœud, 2-8.3, 2-5.9, 16MG, 4TT) (Chiu Pao-jen) - arrière en feu, endommagé - croiseur Jingyuen, 1887 (2 850 t, 15 nœud, 2-8.3, 2-5.9. 8MG, 4TT) (Lin Yung-sheng) - prend feu, coule - croiseur Ching Yuen, 1886 (2 300 t, 18 nœud, 3-8.3, 2-5.9, 16MG, 4TT) (Yeh Tus-kuei) - reste en arrière pour éviter les bombardements - croiseur Chaoyong (1 350 t, 16 nœud, 2-10, 4-4.7, 6MG) (Huang Chien-hsun) - prend feu rapidement, coulé ou échoué - croiseur Yangwei (1 350 t, 16 nœud, 2-10, 4-4.7, 6MG) (Lin Li-chung) - prend feu rapidement, échoué, épave torpillée le lendemain Rejoint à mi-chemin, de l'avant vers l'arrière, vers le flanc droit - canonnière Pingyuan (2 100 t, 12 nœud, 1-12.2, 2-6, 8MG, 4TT) (Li Ho-lien) - Guangbing (1 000 t, 16 nœud, 3-4.7, 8MG, 4TT) (Chen Pi-kuang) - torpilleur Fulong (128 t, 15 nœud, MGs, 3TT) (Choy) - torpilleur Zuo 1 (69 t, 16 nœud, MGs, 3TT) (?) \| | |
| Escadron volant : - Yoshino (4 150 t, 20 nœud, 4-6, 8-4.7) (Kawara Yōichi, RA Tsuboi Kōzō) - croiseur Takachiho (3 650 t, 15 nœud, 2-10.2, 6-6) (Nomura Tadashi ) - croiseur Naniwa (3 650 t, 16 nœud, 2-10.2, 6-6) (Tōgō Heihachirō) - croiseur Akitsushima (3 150 t, 16 nœud, 4-6, 6-4.7) (Kamimura Hikonojō) Flotte principale : - croiseur Matsushima (4 277 t, 14 nœud, 1-12.6, 12-4.7) (Omoto et Dewa Shigetō, VA Itō Sukeyuki) - endommagé - croiseur Chiyoda (2 450 t, nœud ?, 10-4.7) (Uchida Masatoshi) - croiseur Itsukushima (4 277 t, 14 nœud, 1-12.6, 11-4.7) (Arima Shinichi) - croiseur Hashidate ('idem Itsukushima) (Hidaka Sōnojō) - cuirassé Fusō (3 718 t, 11 nœud, 4-9.4, 2-6) (Arai) - corvette Hiei (2 200 t, 9 nœud, 9-6) (Sakurai Kikunojō) - endommagée Autres : - canonnière Akagi (615 t, 8 nœud, 2-4.7) (Sakamoto Hachirota) - Saikyo Maru (navire marchand, 2 913 t, 10 nœud, petits canons) (Kano Yunoshin) | Aile gauche, de gauche à droite - croiseur protégé Saien (2 355 t, 15 nœud, 2-8.3, 1-5.9, 10MG, 4TT) (Fang Pai-chien) - fuit au début, peut-être alors entré en collision avec le Caoyung - corvette Kwan Chia (1 290 t, 16 nœud, 1-4.7, 4-5, 8MG) (Wu Ching-jung) - fuit au début, s'échoue, est sabordé - croiseur Chih Yuen (2 300 t, 18 nœud, 3-8.3, 2-5.9, 16MG, 4TT) (Teng Shih-chang) - coulé - navire à tourelle Dingyuan (enseigne, 7 355 t, 15 nœud, 4-12.2, 2-5.9, 12MG, 3TT) (Ding Ruchang & Liu Pu-chan) Aile droite, de gauche à droite - navire à tourelle Zhenyuan (7 430 t, 15 nœud, 4-12.2, 2-5.9, 12MG, 3TT) (Lin Tai-tseng & McGiffin, Philo) - quitte le groupe pour rejoindre l'enseigne ; endommagé - croiseur Laiyuan (2 830 t, 15 nœud, 2-8.3, 2-5.9, 16MG, 4TT) (Chiu Pao-jen) - arrière en feu, endommagé - croiseur Jingyuen, 1887 (2 850 t, 15 nœud, 2-8.3, 2-5.9. 8MG, 4TT) (Lin Yung-sheng) - prend feu, coule - croiseur Ching Yuen, 1886 (2 300 t, 18 nœud, 3-8.3, 2-5.9, 16MG, 4TT) (Yeh Tus-kuei) - reste en arrière pour éviter les bombardements - croiseur Chaoyong (1 350 t, 16 nœud, 2-10, 4-4.7, 6MG) (Huang Chien-hsun) - prend feu rapidement, coulé ou échoué - croiseur Yangwei (1 350 t, 16 nœud, 2-10, 4-4.7, 6MG) (Lin Li-chung) - prend feu rapidement, échoué, épave torpillée le lendemain Rejoint à mi-chemin, de l'avant vers l'arrière, vers le flanc droit - canonnière Pingyuan (2 100 t, 12 nœud, 1-12.2, 2-6, 8MG, 4TT) (Li Ho-lien) - Guangbing (1 000 t, 16 nœud, 3-4.7, 8MG, 4TT) (Chen Pi-kuang) - torpilleur Fulong (128 t, 15 nœud, MGs, 3TT) (Choy) - torpilleur Zuo 1 (69 t, 16 nœud, MGs, 3TT) (?) |